# Vadim Sjaksjakbajev
Vadim Sjamiljevitsj Sjaksjakbajev (Russisch: Вадим Шамильевич Шакшакбаев) (Petropavlovsk, 9 oktober 1971) is een Kazachs langebaanschaatser. Deze sprinter was, mede dankzij zijn snelle openingen, vooral sterk op de 500m. Hoewel Vadim Sjaksjakbajev bij de junioren meerdere wereldrecords op de 500m, 1000m en sprintvierkamp reed, won hij bij de senioren geen internationale hoofdprijzen. Hij won twee keer een 500m bij wereldbekerwedstrijden. Dit gebeurde op 20 en 21 januari 1995 in het Zwitserse Davos.

## Records

### Wereldrecords
| Nr.  | Afstand                   | Tijd    | Datum            | Baan   |
| ---- | ------------------------- | ------- | ---------------- | ------ |
| jr1. | 1000 meter (junioren)     | 1.14,98 | 25 december 1989 | Medeo  |
| jr2. | Sprintvierkamp (junioren) | 151,380 | 26 december 1990 | Medeo  |
| jr3. | 500 meter (junioren)      | 37,08   | 5 februari 1991  | Medeo  |
| jr4. | 1000 meter (junioren)     | 1.14,64 | 5 februari 1991  | Medeo  |
| jr5. | Sprintvierkamp (junioren) | 149,560 | 6 februari 1991  | Medeo  |
| jr6. | 500 meter (junioren)      | 36,95   | 24 februari 1991 | Inzell |
| jr7. | 500 meter (junioren)      | 36,68   | 19 maart 1991    | Medeo  |

## Resultaten
| Jaar | WK Sprint                | WK Afstanden      | Olympische Spelen  |
| ---- | ------------------------ | ----------------- | ------------------ |
| 1991 | 11e (18e, 17e, 5e, 13e)  |                   |                    |
| 1992 | 8e (7e, 10e, 7e, 12e)    |                   | 14e 500m           |
| 1993 | 17e (17e, 16e, 22e, 12e) |                   |                    |
| 1994 | 22e (13e, 27e, 23e, 21e) |                   | 13e 500m 20e 1000m |
| 1995 | 9e (9e, 12e, 8e, 14e)    |                   |                    |
| 1996 | 8e (9e, 9e, 7e, 9e)      | 7e 500m 15e 1000m |                    |
| 1997 | 20e (16e, 22e, 18e, 26e) | 7e 500m           |                    |
| 1998 | NS4 (36e, 30e, 31e, -)   |                   | 24e 500m           |